# Cixius simplex
Cixius simplex är en insektsart som först beskrevs av Herrich-Schäffer 1835.  Cixius simplex ingår i släktet Cixius och familjen kilstritar. Inga underarter finns listade i Catalogue of Life.

## Bildgalleri

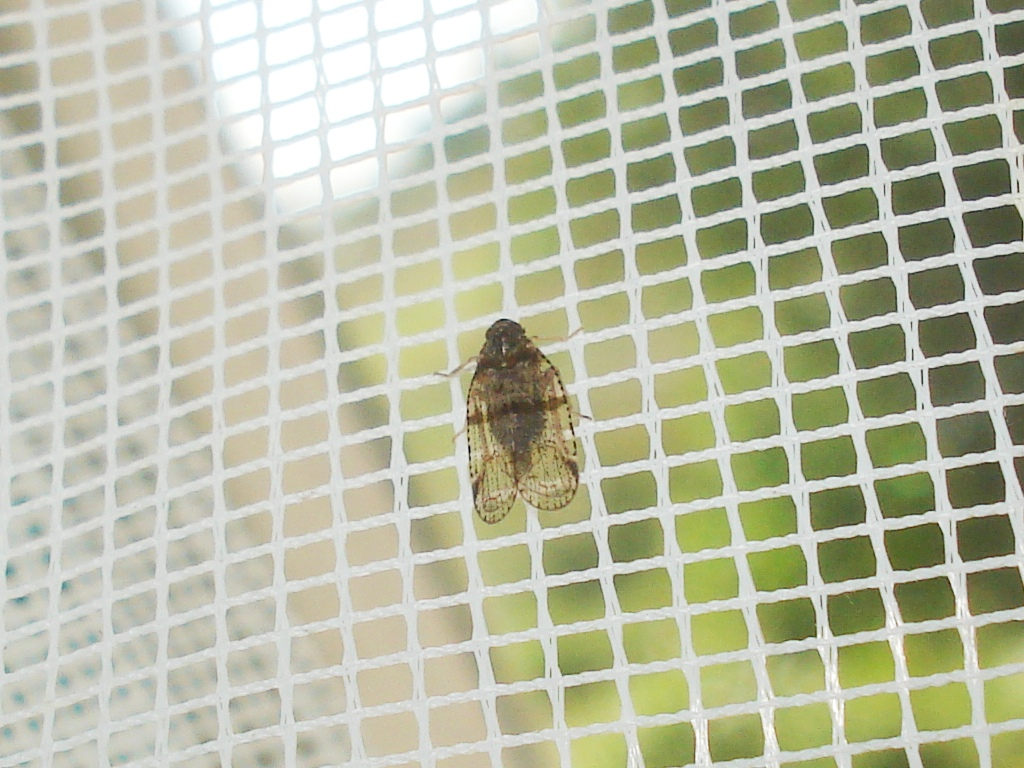